# Platypolia
Platypolia is een geslacht van vlinders van de familie uilen (Noctuidae), uit de onderfamilie Cuculliinae.

## Soorten
- P. anceps (Stephens, 1850)
- P. contadina Smith, 1894
- P. loda Strecker, 1898